# Lagos Photo

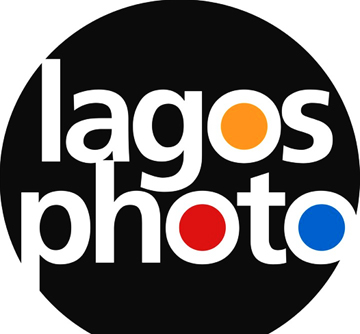
Logo LagosPhoto

LagosPhoto Festival je první mezinárodní umělecký festival fotografie v Nigérii, který byl založen v říjnu 2010. Organizuje jej Nadace afrických umělců (AAF) jako součást probíhajícího projektu zaměřeného na využití umění ve veřejném prostoru jako média pro zvýšení společenského povědomí. Festival zahrnuje workshopy a kurzy pro profesionální umělce, veletrhy umění a vnitřní i venkovní výstavy po celém městě. LagosPhoto se koná každoročně a představuje začínající fotografy po boku zavedených fotografů.
Zakladatelem a ředitelem festivalu je Azu Nwagbogu.

## Ročníky

### No Judgement: Africa Under the Prism (2010)
Inaugurační vydání využilo příležitost 50 let nezávislosti Nigérie. Od zájemců se vyžadovalo, aby pracovali v Lagosu, Nigérii nebo v Africe snímáním děl, která tlumočila dané téma. 
Vystavující fotografové
- Akintunde Akinleye (Nigérie), Lagos Paradox
- Angèle Etoundi Essamba
- Lard Buurman
- Marc Chagouri
- Caline Chagoury
- Baldan Cristina
- Aisha Danchi
- Cleline Edgar
- Andrew Esiebo (Nigérie), God Is Alive
- Toye Gbade (Nigérie), The Final Bridge
- Juul Hondius
- Natasha Libbert
- Kadir Van Lohuzien (Nizozemsko)
- Macilau Mario
- Emeka Obanor (Nigérie), Delta Life
- Adolpus Opara (Nigérie), Rugball
- George Osodi (Nigérie), Lagos City
- Victor Politis
- Viviane Sassen
- Anoek Steketee
- Olayinka Stevens (Nigérie), Global Warming
- Jan-Joseph Stok
- Andrea Stultiens (The Nizozemsko)
- Tam Fiofori (Nigérie), Evolution of Our Political Landscape
- Daphne Van
- Lara Ter Veen
- Hans Wilschut

Umělečtí ředitelé a kurátoři: Azu Nwagbogu, Caline Chagoury, Marc Prust.
Architekt: Kunlé Adeyemi

### What’s Next Africa? The Hidden Stories (2011)
Tato edice byla zaměřena na reprezentaci skrytých příběhů na kontinentu v protikladu ke zkresleným, přehnaně reprezentovaným, senzacechtivým a dramatickým snímkům běžně zachycených silou fotografie. 
Vystavující fotografové
- Nana Kofi Acquah (Ghana), Water No Get Enemy
- Aderemi Adegbite (Nigérie), Youthful Useful
- Akintunde Akinleye (Nigérie), Unlonely Walls
- Kelechi Amadi-Obi (Nigérie), Lagos Architecture
- Jodi Beiber (Jihoafrická republika), Real Beauty
- Marc C. (USA), Lagos From a Bird's Eye
- Magali Corouge (Francie), Gambaga: Witches Camp in Ghana
- Alfredo D’Amato (Itálie), If It Was a Bird
- Guilo D'Ecrole (Itálie) Life In Lake Turkana
- John Densky (Kanada) Mass Urbanization
- Peter DiCampo (USA) Life Without Lights
- Emeka Ebeniro (Nigérie), Ilaje on Fire
- Victor Ehikhamenor (Nigérie), American Invasion
- Alixandra Fazzina (UK), A Million Lights
- Chinenye Godsproperty John (Nigérie), Under Siege
- Glenna Gordon (USA), Aging in Sierra Leone
- Chantal Heiinen (Ghost Republic Somaliland) Netherlands
- Misa Irodia (Madagaskar), Africa: Work in Progress
- Yuri Kozyrey (Rusko), On Revolutionary Road
- Selvaprakash Lakshmanan (Indie), Life in Troubled Water
- Mario Macilau (Mosambik), Wood Work
- Giulia Marchi (Itálie), China in Benin
- Tiana Markova-Gold (USA), Nigerian Girls
- Hector Mediavilla (Španělsko), S.A.P.E.
- Sabelo Mlangeni (Jihoafrická republika), Black Men In Dress
- Daniel Naude (Jihoafrická republika), African Scenery and Animals
- Chidi Nwankwo (Nigérie), Fire From One Candle
- Marc Oberdorfer (Německo), Segun Images
- George Okwong (Nigérie), Fela on Broadway
- George Osodi (Nigérie), Driver's Dexterity
- Joseph Penney (USA), Sunday Best
- Judith Quax (Nizozemsko), Immigration Clandestine
- Britta Radike (Německo), Orphans in Rwanda
- Tom Sateer (Nigérie), Hot Air Balloons In Abuja
- Alafuro Sikoki (Nigérie), The Modern Evolution Suit (ModEv)
- Rija Solo (Madagaskar), Miverina: Back to Madagascar
- Andrea Stultiens (The Nizozemsko), The Kaddu Wasswa Archive
- Danieke Tamagni (Madagaskar), Saupers
- Solofo Tinah (Saharská arabská demokratická republika), Eyes of Hope
- Kadir Van Lohuizenm (Nizozemsko), Diamond Matter
- Martin Waalboer (Nizozemsko), A Dreaam Called Harper

Umělečtí ředitelé a kurátoři: Azu Nwagbogu, Caline Chagoury, Marc Prust a Medina Dugger.

### Sedm dní v životě Lagosu (2012)
Tento ročník byl zaměřen na zachycení energie a živosti, které dělají z Lagos tak jedinečné kulturní prostředí. Město extrémních rozporů se Lagos proměňuje rychlým tempem městské migrace a explozí rozvoje a technologií, které ruší bariéry a vedou k novým typům interakce.
Vystavující fotografové
- Halima Abubakar (Nigérie), Night Traffic and Human Patterns in the City of Lagos
- Bunmi Adedipe (Nigérie), Underground Economy & Waste to Wealth
- Segun Adefila (Nigérie), Lagos Street Performance
- Aderemi Adegbite (Nigérie), Makoko not Maroko & Streets Engagement
- Jenevieve Akenová (Nigérie), Seven Days in the Life of Lagos
- Akintunde Akinleye (Nigérie), Lagos Sand Merchants & Retrospective
- Kelechi Amadi-Obi (Nigérie), Family
- Lolade Cameron Cole (Nigérie), Nightscapes and Cityscapes
- Medina Dugger (USA), Seven Days in the Life of Amos
- Andrew Esiebo (Nigérie)
- Delphine Fawundu (Sierra Leone/ USA), Generations SWAGGA: An African Urban Music Series
- Maja Flink (śvédsko), Generations
- Stanley Greene (USA), Standing at the Graveyards of E-Waste
- Jane Hahn (USA), Makoko
- Chantal Heijnen (Nizozemsko), Femi Kuti's Legacy
- Chinenye Godsproperty John (Nigérie), Kaleidoscope
- David de Jong (Nizozemsko), Zinc and Nails
- Bénédicte Kurzen (Francie), The Steel Shell - Lagos Seaport
- Ruth McDowall (Nový Zéland), The Last Straw: Occupy Nigeria
- Jide Odukoya (Nigérie), Emergence of a Megacity
- Lakin Ogunbanwo (Nigérie), Spectrum
- Olayinka Oluwakuse (Nigérie), 101 Reasons to Visit Lagos
- Bayo Omoboriowo (Nigérie), Where Are We Going? & Women and the Economy
- George Osodi (Nigérie), Lagos Uncelebrated
- Judith Quax (Nizozemsko), Felabration
- Olayinka Sangotoye (Nigérie), No Man's Land
- Alafuro Sikoki (Nigérie), 2 Minute Photo Theatre
- Andrea Stultiens (The Nizozemsko), Lagos On/As Stage
- Margherita Trestini (Itálie), Urban Landscape: A City of Contrast
- Hans Wilschut (Nizozemsko), Centre of Excellence

Umělečtí ředitelé a kurátoři: Azu Nwagbogu, Caline Chagoury, Stanley Greene, Medina Dugger a Joseph Gergel.

### The Mega City and the Non-City (2013)
Téma Megacity and the Non-City zkoumá, jak rozvoj městských center v Africe a technický pokrok fotografie proměnily smysl lidí pro místo v globálně propojeném světě. 21. století, charakterizované vzestupem velkoměsta, kdy města jako Lagos přecházela a přizpůsobovala se obrovským změnám, které se odehrávají bezprecedentní rychlostí. Rozvoj měst, populační exploze, změny životního prostředí, socioekonomické rozdíly a rostoucí střední třída v metropolitních centrech v Africe nově definují strukturu města, jak se neustále vyvíjí. Digitální revoluce zároveň transformuje prostorové perimetry bezprostředního okolí jednotlivce, spojené s virtuální konektivitou mezi místy prostřednictvím rozšířených technologií. Tento koncept „neměsta“ je definován vytěsněním, fantazií a nestabilním pocitem identity, kde jednotlivci odkazují na rozmanité průřezy kultur. Umělci uvedení v The Megacity and the Non-City přijímají fotografické postupy a strategie založené na obrazech, aby vyjednali rozšiřující se městskou krajinu dnešní Afriky s jejími rozpory, šedými oblastmi a místy sporů. Umístěním fotografie do jádra své praxe tito umělci zkoumají oběh obrázků v naší společnosti, jejich masovou spotřebu a schopnost dokumentovat osobní a kolektivní pohledy na svět. 
Vystavující fotografové
- Leonce Raphael Agbodjelou (Benin) Egungun a Musclemen
- Akintunde Akinleye (Nigérie) Quiet Lagos
- Kelechi Amadi-Obi (Nigérie), Captain Rugged: A Super Hero in Lagos
- Adam Broomberg a Oliver Chanarin (Jihoafrická republika/UK), To Photograph the Details of a Dark Horse in Low Light
- Kudzanai Chiurai (Zimbabwe), State of the Nation
- Marc C. (USA), From Grains of Sand
- Jerome Delay (Francie), Mali
- Samuel Fosso (Kamerun), African Spirits a The Emperor of Africa
- Glenna Gordon (USA), Nigerian Wedding
- Jane Hahn (USA) Polo: A Game Not Only for Kings
- Jan Hoek (Nizozemsko), Sweet Crazies
- Ayana V. Jackson (USA), Poverty Pornography
- Samuel James (USA), Lagos
- Cyrus Kabiru (Kenya), C-Stunners
- Namsa Leuba (Švýcarsko), La Kala Ben
- Nicola Lo Calzo (Itálie), Inside Niger
- Obinna Makata (Nigérie), Our Youth's Blanket
- Cristina de Middel (Španělsko), The Afronauts
- Anthony Monday (Nigérie), Half of Humanity
- Hauwa R. Mukan (Nigérie) Captain Rugged: A Super Hero in Lagos
- Obi Nwokedi (Nigérie/UK) The Black Barbie Traditional Wedding
- Lakin Ogunbanwo (Nigérie), Human Condition
- Karl Ohiri and Sayad Hassan (UK), My Granddad's Car
- Uche Okpa-Iroha (Nigérie), The Plantation Boy
- Adeola Olagunju (Nigérie), Resurgence: A Manifesto
- Joe Penney (USA) Mali
- Ahmet Polat a Erik Vroons (Turecko / Nizozemsko) Dark Moon: On Turks of African Descent
- Lindsay Sawyer (UK), Mapping Lagos
- Mouhamadou Sow (Senegal), Télé bi
- Andrea Stultiens (Nizozemsko), Staged and Crafted
- Afose Sulayman (Nigérie), Abbatoir
- THANKSTHANKSAFRICA, Man Versus Man
- Charles Placide-Tossou (Benin)
- Patrick Willocq (Francie), On the Road from Bikoro to Bokonda, DR Congo
- Hans Wilschut (Nizozemsko)

### Inscenace reality, dokumentování fikce (2014)
Téma, roku 2014 Staging Reality, Documenting Fiction, zkoumá současné fotografy pracující v Africe, kteří pojednávají o hranicích a vztazích mezi fotografií, přesvědčením a pravdou. Začleněním konceptuálních a performativních strategií, které rozšiřují tradiční fotografickou praxi, se mnoho současných umělců pracujících na kontinentu dostává za hranice fotožurnalistického pohledu. Tito umělci vytvářejí díla, která zvažují složité sociální a politické problémy, které definují novou Afriku ve 21. století, a zkoumají, jak všudypřítomnost obrazů hraje zásadní roli v tom, jak je konstruována a artikulována realita. S využitím žánrů, jako jsou inscenované vyprávění, performance, apropriace, autoportrét a zátiší, tito umělci posouvají časové a prostorové hranice fotografického média. Staging Reality, Documenting Fiction přitom uvažuje o tom, jak si tito umělci představují různé budoucnosti a charterové fiktivní světy, přičemž využívají fotografii jako katalyzátor ke zkoumání měnící se reality dnešní Afriky.
Vystavující fotografové
- Laurence Aëgerter, Tristes Tropiques: Illustrations hors texte (Francie)
- Ade Adekola, Egungun (Nigérie)
- Leonce Raphel Agbodjelou, Camouflage (Benin)
- Jenevieve Akenová, The Masked Woman (Nigérie)
- Seun Akisanmi, Nigerian Punishments (Nigérie)
- Aisha Augie-Kuta, Material Culture (Nigérie)
- Ricardo Cases, El Blanco (Španělsko)
- Edson Chagas, Oikonomos (Angola)
- Kudzanai Chiurai, State of the Nation (Zimbabwe)
- Pierre-Christophe Gam, The Affogbolos (Franice/Kamerun)
- Angélica Dass, Humanae (Brazílie/Španělsko)
- Cristina de Middel, This is What Hatred Did (Španělsko)
- Adama Delphine Fawundu, Deconstructing SHE (USA/Sierra Leone)
- Glenna Gordon, Sin is a Puppy that Follows you Home: Romance Novelists in Northern Nigeria (USA)
- Hassan Hajjaj, Just Do it in Blue, Y Bandana Vein in Green (Maroko)
- Jacqueline Hassink, The Table of Power 2 (Nizozemsko)
- Nicolas Henry, Tales Around the World (Francie)
- Jan Hoek – New Ways of Photographing the New Massai (Nizozemsko)
- Sam Hopkins, Out of Africa (Keňa)
- Namsa Leuba, Cocktail (Švýcarsko/Guinea)
- Lowe Cape Town, Cape Times “Selfies” (Jihoafrická republika)
- Thomas Mailaender, Cathedral Cars (Francie)
- Dillon Marsh, Invasive Species (Jihoafrická republika)
- Jide Odukoya, Turn It Up! (Nigérie)
- Abraham Onoriode Oghobase, Untitled (Nigérie)
- Karl Ohiri & Riikka Kassinen, Medicine Man: I’ll Take Care of You (UK/Finsko)
- Bayo Omoboriowo, Red Gold (Nigérie)
- Zak Ové, A Land So Far (UK/Trinidad )
- Augustin Rebetez, Arrière-tête (mécanismes) (Švýcarsko)
- Viviane Sassen, Umbra chapter, Axiom (Nizozemsko)
- Mary Sibande, Long Live the Dead Queen (Jihoafrická republika)
- Anoek Steketee & Eefje Blankevoort, Love Radio (Nizozemsko)
- Sésu Tilley-Gyado, Afristoria: Time Reimagined (Nigérie)
- Benedicte Vanderreydt, I am 14 (Belgie)
- Karine Versluis, One Day I’m Gonna Make it (Nizozemsko)
- Lorenzo Vitturi, Dalston Anatomy (Itálie)
- Patrick Willocq, I am Walé, Respect Me (Francie)
- Hans Wilschut, Lagos (Iyana Ipaja)' (Nizozemsko)

### Designing Futures (2015)
Hostující kurátorkou šestého ročníku byla Cristina de Middelová.
Vystavující fotografové
- Anoek Steketee, Love Radio[6]
- Fabrice Monteiro, The Profecy[5]
- Joana Choumali, Awoulaba/Taille fine (Pobřeží slonoviny)[5]
- Alice Smeets, The Getto Tarot[5]
- Robin Hammond, My Lagos[5]
- Vicente Paredes, Pony Congo[5]
- Nobukho Nqaba, Unomgcana[5]
- Owise Abuzaid, Yellow Shirt[5]
- Patrick Willocq, The Suparwelés[5]
- Fabrice Monteiro, The Profecy[5]
- Marco Casino, Penny, Penny Day[5]
- Patrick Willocq, The Suparwelés[5]
- Omar Victor Diop, (re-)Mixing Hollywood[5]
- Andile Buka, Sartist Sport[5]
- Chris Saunders, Pantsula[5]
- Émilie Régnier, Passport West Africa[5]

### Inherent Risk; Rituals and Performance (2016)

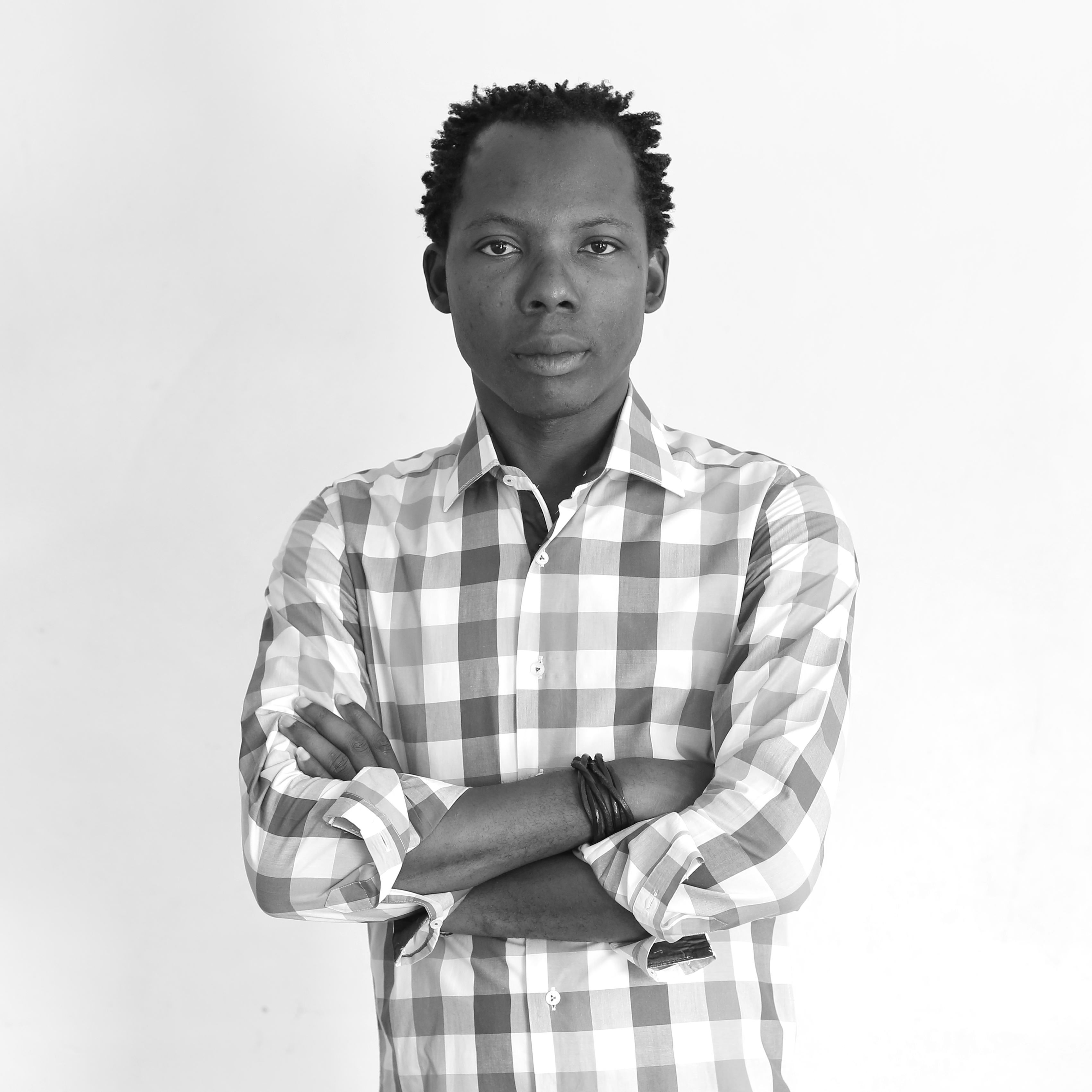
Na výstavě se podílel také Ishola Akpo z Beninu

Sedmý ročník nesl název Inherent Risk; Rituals and Performance  (Nevyhnutelné riziko; Rituály a výkon).
Vystavující fotografové
- Jonathan Mannion[7]
- Ishola Akpo (Benin)[1][7]
- Muchiri Njenga (Keňa)[7]
- Fati Abubakarová (Nigérie)[1][7]
- Pep Bonnet (Španělsko)[7]
- Bruno Morais (Brazílie)[7]
- Colin Defosse[7]
- Nico Krijno (Jihoafrická republika)[1]
- Siwa Mgoboza (Jihoafrická republika)[1]
- Lakin Ogunbanwo (Nigérie)[1]
- Tsoku Maela (Jihoafrická republika)[1]
- Eric Gyamfi (Ghana)[1]
- Léonard Pongo (Belgie / DRC)[1]
- Keyezua (Angola)[1]
- Genesis: Kudzanai Chiurai (Zimbabwe)[1]
- The Balogun Particle: Lorenzo Vitturi (Itálie)
- Great Expectations: Jenevieve Akenová (Nigérie)

### Režimy pravdy (2017)
Osmý ročník festivalu nesl název Režimy pravdy a hlavním kurátorem byl Azu Nwagbogu.
Vystavující fotografové
- Tsoku Maela (Jihoafrická republika)[3]
- Jody Brand (Jihoafrická republika)[3]
- Lubabetu Abubakar[8]
- Kadara Enyeasi[8] (Nigérie)
- Logor[8]
- Ruth Ossai[8]
- Nadine Ijewere[8]
- Seye Isikalu[8]
- Eloghosa Osunde[8]
- Familiar Strangers: Bas Losekoot[2][8]
- Casa de Campo: Lorena Ros[8]
- Edification: Alun Be[2][3][8]
- Dagmar van Weeghel[2][3][8]
- Keyezua[3]
- Samuel Fosso, Kamerun[3]
- Jody Brand[3]
- Osborne Macharia[2][3]
- Justine Tjallinks[2]
- Unknown Soldier: Cristina de Middel[3][8]

## Speciální programy

### Fotografická soutěž Etisalat
Fotografická soutěž Etisalat, která byla zahájena během LagosPhoto 2012, si klade za cíl rozvíjet a vychovávat fotografické talenty v Nigérii tím, že poskytuje platformu pro začínající nigerijské fotografy, aby mohli svou práci vystavit širokému publiku a vyhrát peněžní ceny. Fotografická soutěž Etisalat využívá několik webových platforem a sociálních sítí, což veřejnosti usnadňuje účast. Během slavnostního otevření LagosPhoto budou vyhlášeni tři vítězové. 

### Laboratoř budoucích měst
Mapping Workshop: Future Cities Laboratory, Ph.D výzkumný projekt o srovnávacích megaměstech se sídlem v Singapuru, představí svůj výzkum Lagosu během festivalu prostřednictvím interaktivního mapovacího workshopu pod vedením Lindsay Sawyerové.

### FOTObook
LagosPhoto 2013 zahájilo projekt FOTObook, mezinárodní výměnný program mezi designéry uměleckých knih a začínajícími nigerijskými umělci, který umožňuje intenzivní studium specializované domény designu a publikace uměleckých knih. Mezinárodně uznávaný designér fotografických knih Teun van der Heijden vedl mistrovský workshop pro projekt FOTObook spolu s facilitátory workshopu Andreou Stultiens, Hansem Wilschutem, Cristinou de Middelovou a Claudií Hinterseerovou. FOTObook je podporován Fondem Mondriaan.

### Venkovní výstava LagosPhoto
Tyto venkovní výstavy, které se objevují v parcích a na kruhových objezdech po celém Lagosu, zahrnují velkoplošné, odolné venkovní tisky s ikonickými díly LagosPhoto současnosti i minulosti. Výstavy připomínající bludiště umožňují společné prohlížení a zároveň zahrnují veřejný prostor a přinášejí fotografii do centra pouliční kultury Lagos.

### LagosPhoto Projects: Makoko
V rámci LagosPhoto 2012 zahájila společnost LagosPhoto Projects cestu do Makoka, aby zdokumentovala demolici nejznámějšího slumu v Lagosu. Skupina dvanácti místních a mezinárodních fotografů, kameramanů a novinářů společně cestovala do srdce pokračující destrukce vesnice. V rámci tématu LagosPhoto 2012 „Sedm dní v životě Lagosu“ byly LagosPhoto Projects vytvořeny jako reakce na naléhavé společenské události, které mění kulturní krajinu v Nigérii. LagosPhoto Projects se skládá z exkurzí se začínajícími i zavedenými fotografy a novináři, aby společně zdokumentovali samotnou podstatu, která dělá město tak jedinečným místem.

### Letní škola LagosPhoto
Letní škola LagosPhoto ve spolupráci s Neue Schule für Fotografie v Berlíně v Německu nabídla mezinárodní výměnu s workshopy v Berlíně a Lagosu, která vyvrcholila výstavou během festivalu LagosPhoto a připravovanou knižní publikací. Letní školu LagosPhoto pořádá Eva Maria Ocherbauer ve spolupráci s LagosPhoto.

### Výstava mistrovské třídy
Workshop s Akinbodem Akibiyim: Goethe-Institut Nigeria představil výstavu s díly vytvořenými během fotografického workshopu, který uspořádal berlínsko-nigerijský fotograf a kurátor Akinbode Akinbiyi na radnici v Lagosu. 

### Setkání portfolia fotografů
Setkání portfolia fotografů, iniciované Simonem Njamim a Goethe-Institut South Africa, se koná jednou ročně v různých městech kontinentu, kde se vybraná skupina fotografů setkává a diskutuje o své práci přední kurátoři a umělci. The Photographer's Portfolio Meeting v roce 2013 se konalo v Lagosu ve spolupráci s LagosPhoto.

### POPCAP '13
POPCAP '13, mezinárodní fotografická soutěž současné africké fotografie, se spojila s LagosPhoto, aby během festivalu představila svou výstavu v Lagosu. Vítězové Anhua Collective, Dillon Marsh, Cristina de Middel, Alexia Webster a Graeme Williams, realizovali fotografické projekty pořízené na africkém kontinentu nebo ty, které se zabývají africkou diasporou. Výstava POPCAP '13 byla představena na Münsterplatz ve švýcarské Basileji a na festivalu PhotoIreland začátkem téhož roku. 

### Výstava TNI.ACP
Workshop s Uche Okpa-Iroha: The Nlele Institut - African Center of Photography (TNI.ACP), umělecké centrum v Lagosu se zaměřením na fotografii a média založená na objektivu, představí v Lagosu výstavu svého nedávného workshopu se zakladatelem a fotografem Uche Okpa-Iroha.

### Witness Exhibition
Workshop se Sammy Bolaji: Goethe-Institut South Africa prezentoval svou putovní výstavu Witness, která byla k vidění vedle festivalu. Witness představuje dílo vytvořené ve fotografickém workshopu pod vedením Sammy Bolajiho, který cestoval do Bamaka (Mali), Maputa (Mosambik), Abidjanu (Pobřeží slonoviny), Addis Aba (Etiopie), Douala (Kamerun) a Kampaly (Uganda). Mezi zúčastněné umělce patří Sammy Bolaji, Calvin Dondo, Sabelo Mlangeni, Abraham Oghobase, Monique Pelser a Michael Tsegaye.

### Workshopy a besedy umělců
Kromě speciálních projektů LagosPhoto po celou dobu festivalu probíhají komplexní programy studiových workshopů a panelových diskuzí. Program LagosPhoto Workshop poskytuje začínajícím fotografům příležitosti k dalšímu vzdělávání v mnoha různých aspektech fotografie, které učí přední mezinárodní fotografové. Dřívější workshopy zahrnovaly začátečnické kurzy obsluhy fotoaparátu, pokročilé kurzy osvětlení a kurzy digitální postprodukce, projektové workshopy, kde fotografové spolupracují a produkují práci v terénu, kurzy autoportrétu a studiové tutoriály.

### World Press Photo
World Press Photo, přední mezinárodní fotografická soutěž, která představuje to nejlepší z fotožurnalistiky na celém světě, prezentuje svou výroční výstavu v Lagosu, která bude představena společně s festivalem. LagosPhoto podepsalo tříletou smlouvu s World Press Photo Exhibition. 